# Palmada

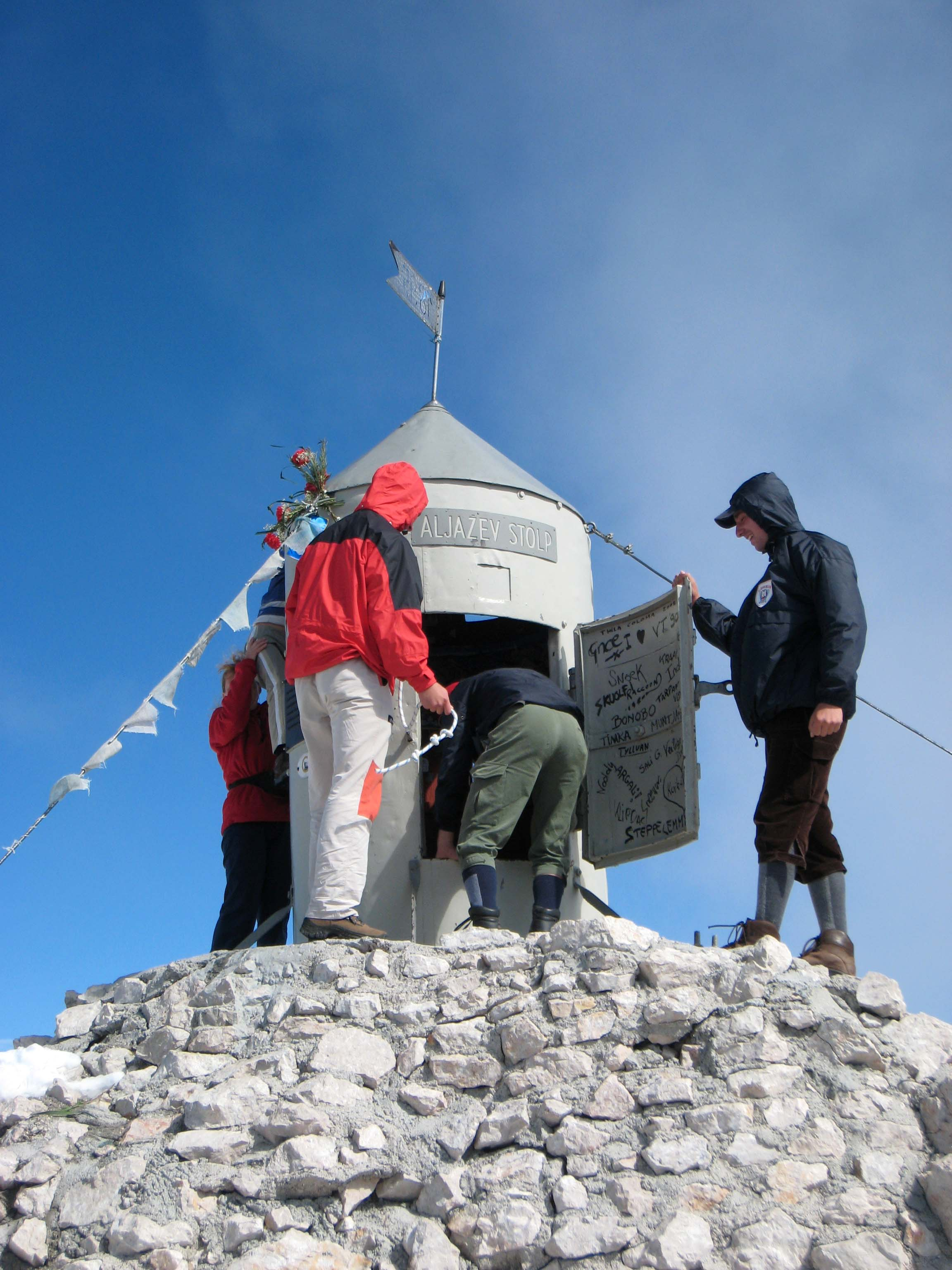
Palmadas de pessoas que conseguiram pela primeira vez subir no topo do Monte Triglav (2864 m), a montanha mais alta da Eslovênia

A palmada é uma forma comum de punição corporal, envolvendo o ato de atingir as nádegas de outra pessoa para causar dor física, geralmente com a mão aberta. Formas mais severas de dar palmadas, como a palmatória e chicotadas, envolvem o uso de um objeto em vez de uma mão.
Os pais costumam bater em crianças ou adolescentes em resposta a comportamentos indesejados. Os meninos levam palmadas com mais frequência do que as meninas, tanto em casa quanto na escola. Alguns países proibiram a surra de crianças em todos os contextos, incluindo lares, escolas e instituições penais, mas a maioria permite quando feito por pais ou responsáveis.

## Terminologia
Na América do Norte, a palavra "spanking" (palmada em inglês) tem sido frequentemente usada como sinônimo de palmatória oficial na escola, e às vezes até como eufemismo para o castigo corporal formal de adultos em uma instituição.
No inglês britânico, a maioria dos dicionários define "spanking" como sendo dada apenas com a mão aberta. A flagelação era tão comum na Inglaterra como uma punição que as palmadas são chamadas de "o vício inglês".
No inglês americano, os dicionários definem palmada como sendo administrada com a mão aberta ou com um implemento, como uma palmatória. Assim, a forma padrão de punição corporal nas escolas dos Estados Unidos (uso da palmatória) é frequentemente referida como palmada.
No Reino Unido, Irlanda, Austrália e Nova Zelândia, a palavra "smacking" (tapa) é geralmente usada preferencialmente a "spanking" (palmada) ao descrever golpes com a mão aberta, e não com um implemento. Enquanto uma palmada é invariavelmente administrada, um "tapa" é menos específico e pode se referir a um tapa nas mãos, braços ou pernas da criança, bem como no traseiro.

## No ambiente doméstico

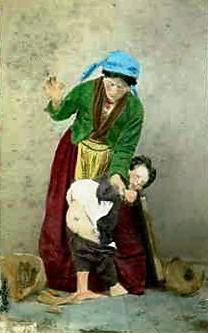
Pintura de Georg Conrad (1827–1889)

Os pais costumam bater em seus filhos como uma forma de castigo corporal nos Estados Unidos; no entanto, o apoio a essa prática parece estar diminuindo entre os pais dos EUA. A palmada é normalmente feita com um ou mais tapas nas nádegas da criança com a mão; embora, não incomum, vários objetos sejam usados para espancar crianças. Historicamente, os meninos levaram mais palmadas do que as meninas. Nos Estados Unidos, a palmada em bebês é comum, sendo as crianças com idade nessa faixa serem as que mais levam palmadas. Os principais motivos pelos quais os pais dão palmadas às crianças são para tornar as crianças mais complacentes e promover um melhor comportamento, especialmente para acabar com os comportamentos agressivos das crianças.
No entanto, pesquisas mostraram que a palmada (ou qualquer outra forma de punição corporal) está associada ao efeito oposto. As crianças que são punidas fisicamente tendem a obedecer menos aos pais com o tempo e a desenvolver comportamentos mais agressivos, inclusive em relação a outras crianças. Pensa-se que esse aumento no comportamento agressivo reflita a percepção da criança de que bater é a maneira de lidar com a raiva e a frustração. Há também uma série de efeitos físicos, mentais e emocionais adversos relacionados à palmada e outras formas de punição corporal, incluindo várias lesões físicas, aumento da ansiedade, depressão e comportamento antissocial. Adultos que levaram palmadas durante a infância são mais propensos a abusar de seus próprios filhos e cônjuge.
A Academia Americana de Pediatria (AAP), o Royal College of Pediatrics and Health Child (RCPCH) e o Royal Australasian College of Physicians (RACP) recomendam que nenhuma criança deve levar palmadas e, em vez disso, favorece o uso de formas eficazes e saudáveis de disciplina. Além disso, a AAP recomenda que os prestadores de cuidados primários (por exemplo, pediatras e médicos de medicina de família) comecem a discutir os métodos de disciplina dos pais até 9 meses de idade e considere iniciar essas discussões entre os 3 e os 4 meses de idade. Aos 8 meses de idade, 5% dos pais relatam palmadas e 5% relatam que começam a dar palmadas aos 3 meses. A AAP também recomenda que os pediatras discutam estratégias disciplinares eficazes e aconselhem os pais sobre a ineficácia da palmada e os riscos de efeitos nocivos associados à prática, a fim de minimizar os danos às crianças e orientar os pais.
Embora os pais e outros defensores da palmada frequentemente afirmem que a palmada é necessária para promover a disciplina infantil, estudos mostraram que os pais tendem a aplicar punições físicas inconsistentemente e tendem a bater com mais frequência quando estão com raiva ou sob estresse. O uso do castigo corporal pelos pais aumenta a probabilidade de as crianças sofrerem abuso físico, e a maioria dos casos documentados de abuso físico no Canadá e nos Estados Unidos começam como palmadas disciplinares. Se uma criança leva palmadas frequentemente, essa forma de punição corporal tende a se tornar menos eficaz na modificação do comportamento ao longo do tempo (também conhecida como extinção). Em resposta à diminuição da eficácia da palmada, alguns pais aumentam a frequência ou gravidade da palmada ou usam um objeto.
Os pais podem espancar menos (ou nada) se aprenderem técnicas eficazes de disciplina, já que muitos pais veem a palmada como um método de último recurso para disciplinar seus filhos. Existem muitas alternativas eficazes para a palmada e outras formas de punição corporal. Por exemplo, essas técnicas incluem intervalos (atenção crescente, elogios e tempo especial para promover comportamentos desejados), intervalos (pausa para evitar o aumento do mau comportamento), reforço positivo (comportamento desejável recompensador (por exemplo, com uma estrela, adesivo, ou reforço)), reforço negativo não físico (uma consequência desagradável segue o mau comportamento (por exemplo, responder com um forte "não" para expressar desaprovação por uma ação específica ou tirar um privilégio)), desatenção passiva (ignorando os maus comportamentos de baixo nível e priorizar a atenção para formas mais significativas de mau comportamento apropriadas ao nível de desenvolvimento de uma criança) e evitar (evitar a oportunidade do mau comportamento ocorrer e, portanto, a necessidade de disciplina corretiva).

## No ambiente escolar
A punição corporal, geralmente aplicada com um implemento (como a palmatória) e não com a mão aberta, costumava ser uma forma comum de disciplina escolar em muitos países, mas agora é proibida na maior parte do mundo ocidental.
A punição corporal, como o uso de varas, continua sendo uma forma comum de disciplina nas escolas de vários países asiáticos e africanos, mesmo nos países em que essa prática foi considerada ilegal, como Índia e África do Sul. Nessas culturas, em inglês, é referido como "caning" e não "spanking".
O Supremo Tribunal dos Estados Unidos em 1977 considerou que a palmatória de estudantes não era, por si só ilegal. No entanto, 31 estados já proibiram o remo nas escolas públicas. Ainda é comum em algumas escolas do Sul, e mais de 167 mil estudantes foram castigados com a palmatória no ano de 2011 a 2012 em escolas públicas americanas. Os alunos podem ser fisicamente punidos do jardim de infância até o final do ensino médio, o que significa que mesmo os adultos que atingiram a maioridade são às vezes espancados pelos funcionários da escola.
Várias sociedades médicas, pediátricas ou psicológicas emitiram declarações contrárias a todas as formas de punição corporal nas escolas, citando resultados como piores resultados acadêmicos, aumento de comportamentos anti-sociais, lesões nos alunos e um ambiente de aprendizado não acolhedor. Eles incluem a Associação Médica Americana, a Academia Americana de Psiquiatria da Criança e do Adolescente, a Associação Psicanalítica Americana, a Academia Americana de Pediatria (AAP), a Sociedade de Medicina do Adolescente, a American Psychological Association, o Royal College of Paediatrics and Child Health, o Royal College of Psychiatrists, a Canadian Pediatric Society e o Australian Psychological Society, bem como a Associação Nacional de Psicólogos Escolares dos Estados Unidos e a Associação Nacional de Diretores de Escolas Secundárias.

## Em adultos
Homens dando palmadas em suas esposas e namoradas era algo frequentemente visto como uma forma aceitável de disciplina doméstica no início do século XX, como uma maneira de corrigir o comportamento, manter o domínio masculino e fazer cumprir as normas de gênero. Era um tópico comum nos filmes americanos. No início do século XXI, os adeptos de uma pequena subcultura conhecida como disciplina doméstica cristã dependem de uma interpretação literalista da Bíblia para justificar a surra como uma forma de punição às mulheres por seus maridos. Os críticos descrevem essas práticas como uma forma de abuso doméstico. Alguns o consideram um simples fetiche sexual e uma saída para desejos sadomasoquistas. O apresentador de rádio conservador cristão Bryan Fischer disse ao Huffington Post que era uma "tendência horrível — bizarra, distorcida, anti-bíblica e não-cristã".

## Tradições espaciais rituais

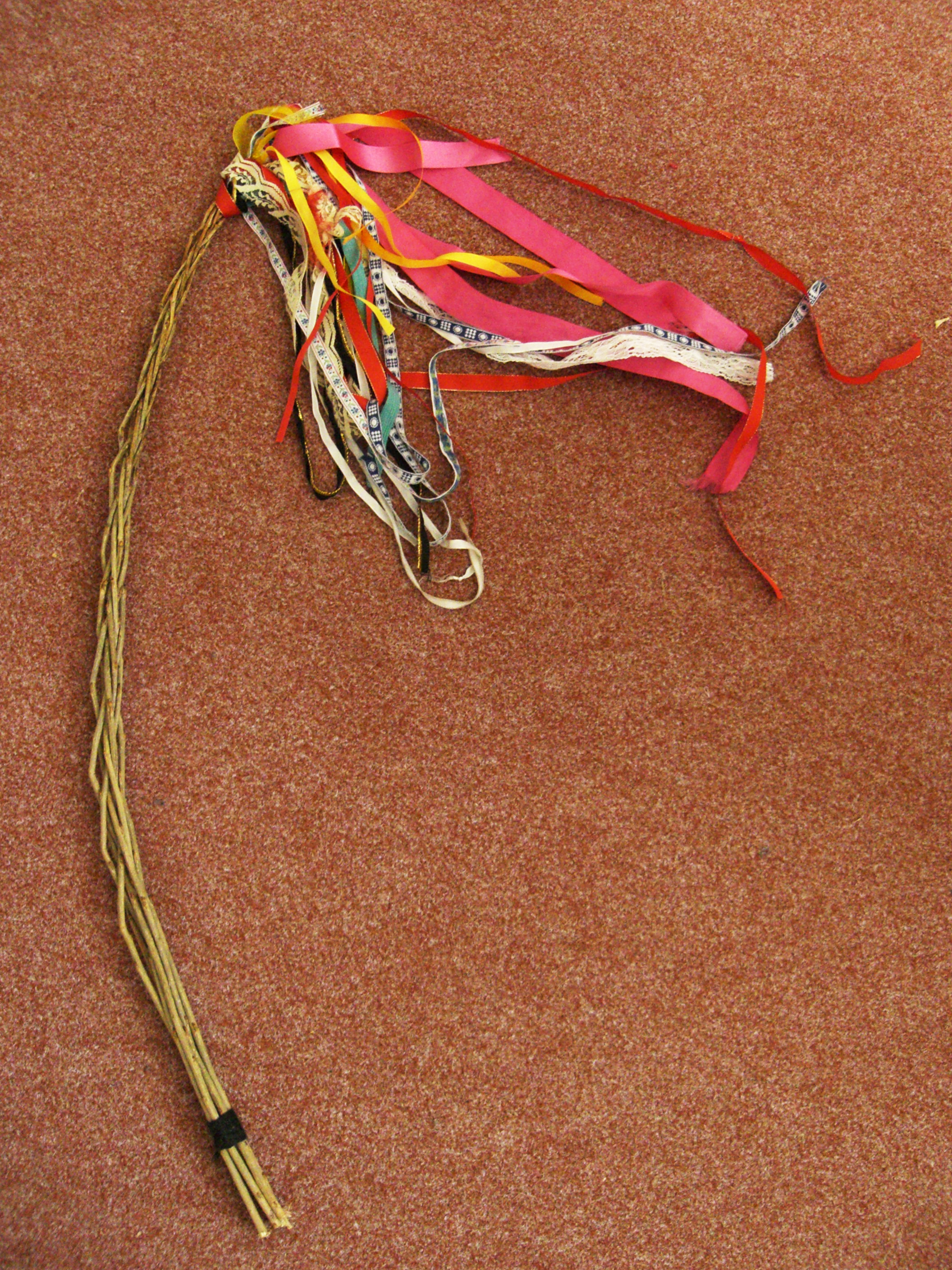
Um açoite oriental (tcheco: pomlázka; eslovaco: korbáč)

Existem alguns rituais ou tradições que envolvem palmadas. Por exemplo, no primeiro dia do feriado lunar do ano novo chinês, um "Festival da Primavera" de uma semana, o festival mais importante para o povo chinês em todo o mundo, milhares de chineses visitam o templo taoísta de Dong Lung Gong em Tungkang para ir através do ritual secular para se livrar da má sorte. Os homens tradicionalmente recebem palmadas e as mulheres são chicoteadas, com o número de golpes a serem administrados (sempre levemente) pela equipe do templo, sendo decidida em ambos os casos pelo deus Wang Ye e queimando incenso e jogando dois pedaços de madeira, depois dos quais todos voltam para a casa feliz, acreditando que sua sorte irá melhorar.
Na segunda-feira de Páscoa, existe uma tradição eslava de dar palmadas em meninas e jovens senhoras com chibatas de tecido (tcheco: pomlázka; eslovaco: korbáč) e mergulhá-las em água.
Na Eslovênia, existe uma tradição jocular de que quem consegue escalar o topo do Monte Triglav recebe uma palmada.